# Belső-London
Belső-London (angolul Inner London) nagy-londoni önálló városrészek (borough-k) egy csoportja a brit főváros belső részében. Külső-London veszi körül. A 16. század utolsó évtizedében indult londoni halálozási jegyzék említi először. Rögzített határú statisztikai területté 1847-ben vált. 1855 és 1965 között önálló közigazgatási egység volt.
Ma kétféle elfogadott definíciója létezik: közigazgatási és statisztikai. Az egyiket az 1965. április 1-jén hatályba lépett 1963-as londoni önkormányzati törvény fogalmazta meg. Eszerint Belső-London 12 boroughból áll és a területe csaknem megegyezik az ugyanakkor megszűnt London megye területével. A másik a Nemzeti Statisztikai Hivatal (Office for National Statistics) által használt definíció, amely szerint 11-et foglal magába a belső-londoni boroughk közül, plusz két külső-londoni borought és a City of Londont.
Belső-London területre és lakosságra is kisebb Külső-Londonnál, a népsűrűsége azonban kétszer akkora. Területre nincs kétharmad akkora, mint Budapest, lakossága azonban csaknem kétszerese a magyar fővárosénak.
A statisztikák szerint Európa leggazdagabb területe: itt van Európa legdrágább utcája, és az egy főre eső GDP több, mint 80 ezer euró, miközben az átlag az Egyesült Királyságban 27 ezer euró. A világ leggazdagabb emberei közül sokan élnek itt, ugyanakkor széles körű a szegénység is.
Belső-London magja a londoni városcentrum.

## Fordítás
- Ez a szócikk részben vagy egészben  az   Inner London című angol Wikipédia-szócikk ezen változatának fordításán alapul.  Az eredeti cikk szerkesztőit annak laptörténete sorolja fel. Ez a jelzés csupán a megfogalmazás eredetét és a szerzői jogokat jelzi, nem szolgál a cikkben szereplő információk forrásmegjelöléseként.